# Wera Skanvik
Wera Sigrid Viola Skanvik, född Nyman den 17 juli 1915 i Stockholm, död 22 juni 1997 i Västerhaninge, var en svensk balettdansös.

## Filmografi (urval)
- 1952 – Eldfågeln